# Bellegarde (Tarn)
Bellegarde korábbi község Franciaország Okcitánia régiójában, Tarn megyében. Lakosainak száma 441 fő (2013). Bellegarde Saint-Juéry, Marsal, Villefranche-d’Albigeois, Mouzieys-Teulet, Fréjairolles és Cambon községekkel határos.
2016. január 1-jén Marsal korábbi községgel egyesült és az így létrejött Bellegarde-Marsal új község része lett.

## Népesség
A település népességének változása:
| Lakosok száma | 305  | 290  | 287  | 355  | 335  | 318  | 392  | 441  |
|               | 1962 | 1968 | 1975 | 1982 | 1990 | 1999 | 2008 | 2013 |